# シュペヒバッハ
シュペヒバッハ (ドイツ語: Spechbach) は、ドイツ連邦共和国バーデン＝ヴュルテンベルク州ライン＝ネッカー郡に属す町村（以下、本項では便宜上「町」と記述する）。

## 地理

### 位置
シュペヒバッハは、小オーデンヴァルトとクライヒガウの境界領域、ハイデルベルクの南東21kmに位置する。ハイデルベルク、ジンスハイム、モースバッハの中間にあたる。シュペヒバッハの町域は、西部に同名のシュペヒバッハ川の渓谷が含み、その両岸を挟み込む尾根や高台の標高160mから330mに広がる。

### 隣接する市町村
この町は、東をエプフェンバッハ、南東をナイデンシュタイン、南をエッシェルブロン、南西をメッケスハイム、西から北にかけてをロプバッハと境を接する。

## 歴史
ローマ時代、現在のシュペヒバッハの地域は Vicus Nediensisという名で伝えられる入植地であった。この入植地は、ケルト時代にまで遡る可能性がある。ローマ時代にはリーメスの背後地の経済地であった。この時代から250年間、定住者の痕跡は遺されていない。このため中世盛期にあたるカロリング朝に新たな入植地として再興されたと考えられる。
近世、シュペヒバッハの入植地はシュペヒバッハ渓谷右岸斜面の麓に発展した。この村は、1246年にハイデルベルクの住人「コンラドゥス・デ・シュペーバッハ」の名前として、その名が記録されている。村の名前（1246年 Spehbach、1337年 Spechbach、1349年 Spehsbach）は、おそらくSpecht（キツツキ）に由来する。村はまずシュタウフェン家のヴィンプフェン付属の帝国領に属し、その後ライン宮中伯の高権下にあるメッケスハイマー・ツェントに属した。1325年の遺産分与の際に、領主としてヴァインスベルク家が登場する。1401年にはフェンニンゲン家の分家にあたるナイデンシュタイン家が、その後ヘルムシュタット家、シュタイナハ家、ツァント男爵、ユクスキュル家、その他の領主が現れたが、フェンニンゲン家は帝国騎士の陪臣化（帝国代表者会議主要決議）まで常にこの村に対する影響力を保持し続けた。
15-16世紀にはグロースシュペヒバッハとクラインシュペヒバッハに分かれた。後者は、ロプバッハ川沿いの水車小屋から発展したのだが、三十年戦争により荒廃した。シュペヒバッハは最初、メインストリート沿いに農場が点在する街道町であり、高台には塀で囲まれた墓地をもつ教会が設けられた。村はまず、領主の地所内に形成された。1838年からフェンニンゲンの家領は農地に解放されていった。19世紀の町の発達は、中心部の過密化をもたらした。このため、ローベンフェルト（ロプバッハの集落）へ向かう街道沿いに新しい住宅地が設けられた。これ以外の新興住宅地は1951年以降に造成されたものである。
シュペヒバッハは、1803年までプファルツ選帝侯領のディルスベルク管区に属し、その後バーデンのネッカーゲミュント管区の所属となった。領主はこの他に、1807年から1813年までアイヒタースハイムの管轄にも地所があった。1857年にシュペヒバッハはバーデンのエーバーバッハ管区に移された。1863年にはハイデルベルク管区となり、ここから1938年にはハイデルベルク郡が創設され、1973年にはライン＝ネッカー郡に改組された。

## 行政

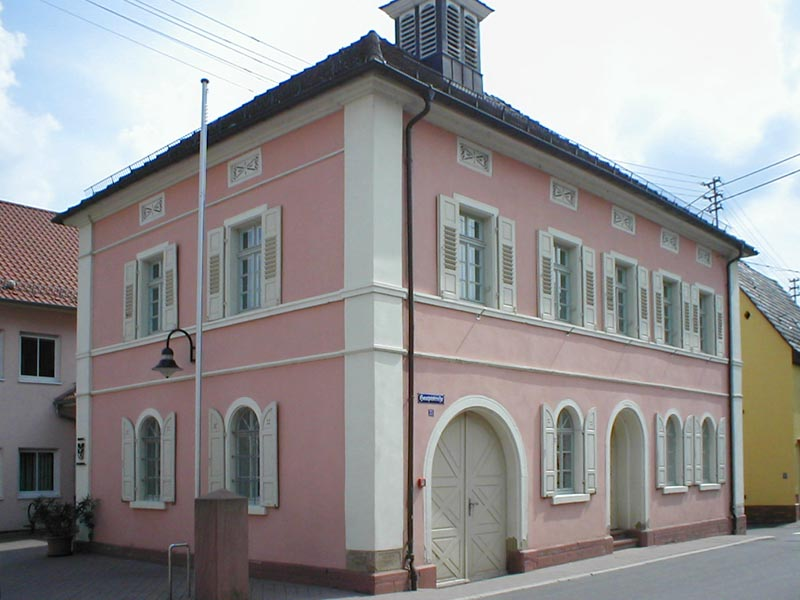
シュペヒバッハの町役場

この町は、メッケスハイムに本部を置く、エルゼンツタール自治体行政連合に加盟している。

### 議会
この町の議会には、議長と首長の他に10人の議員がいる。

### 紋章
銀地に描かれた青い波帯の上に立つ黒いキツツキ。その上には斜めに組み合わされた2本の赤いユリ型杖。
この紋章は1705年の印章に基づいている。1921年に州文書局の認可を得た。キツツキ (Specht) は、町の名前に因んだシンボルである。ユリ型杖は、1401年以降領主権を有したフェンニンゲン家の紋章に由来する。
旗は、青 - 白で、1981年にラインネッカー郡当局の認可を得た。

## 経済と社会資本
1960年代まで、シュペヒバッハの主要産業は農業であった。1960年には55社の農業を主体とする企業があったが、現在ではわずかしか残っておらず、2003年の統計では10社が残るだけである。

## 見所
町の中心部は、隣り合って建つプロテスタント教会とカトリック教会が特徴である。カトリックの聖マルティン教会がより古く、その起源は中世にすでに建てられていたマルティン教会に遡る。教会は1561年にプロテスタントに改宗されたが、1699年からはカトリックとの共同教会となり、1707年の教会分離の際に再びカトリック教会となった。1767年に新しい長堂が増築され、1828年には西側に拡張する工事が行われた。外壁にはフィクター・キルヒゲスナー（1830年 - 1898年）の装飾的な墓石がある。この人物は、ヴァインガルテンやヴァルシュテッテンの司祭を務め、1880年からシュペヒバッハの司祭となった人物である。プロテスタント教会は1776年に建設された。町の中心部には、この他に1865年に建設され1964年に改修された町役場、1912年建造のカトリックの教会組織事務所に加え、多くの木組み建築や、1796年建造の「ゾンネ（太陽亭）」をはじめとする歴史的なレストランが遺されている。さらにラーデンブルクからローマ時代の国境の町オスターブルケンに至るローマ街道沿いにローマの泉が遺されている。

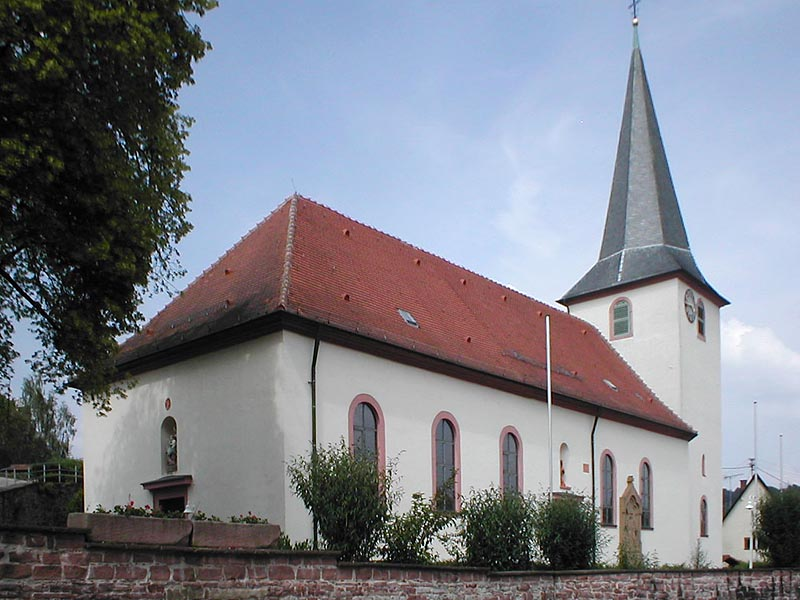
カトリック教会
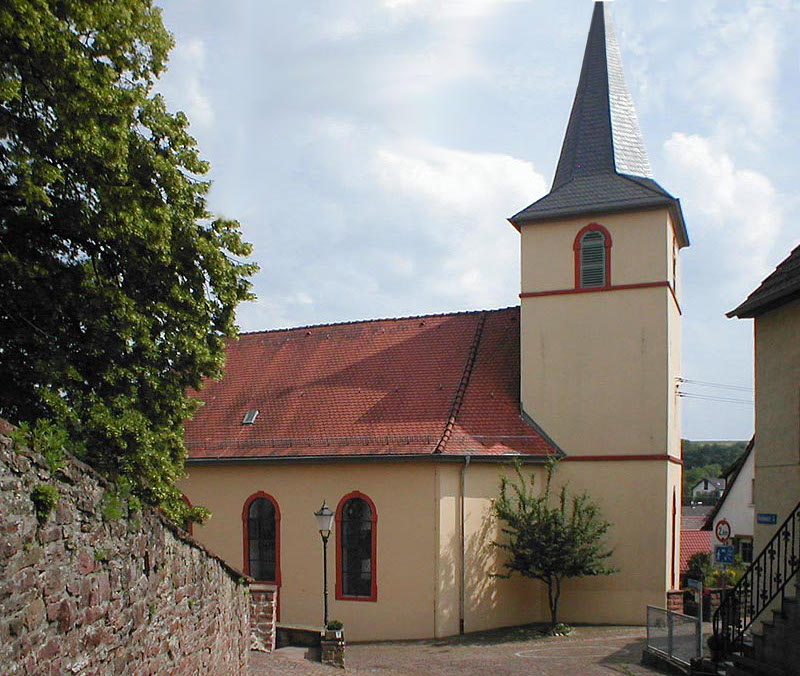
プロテスタント教会
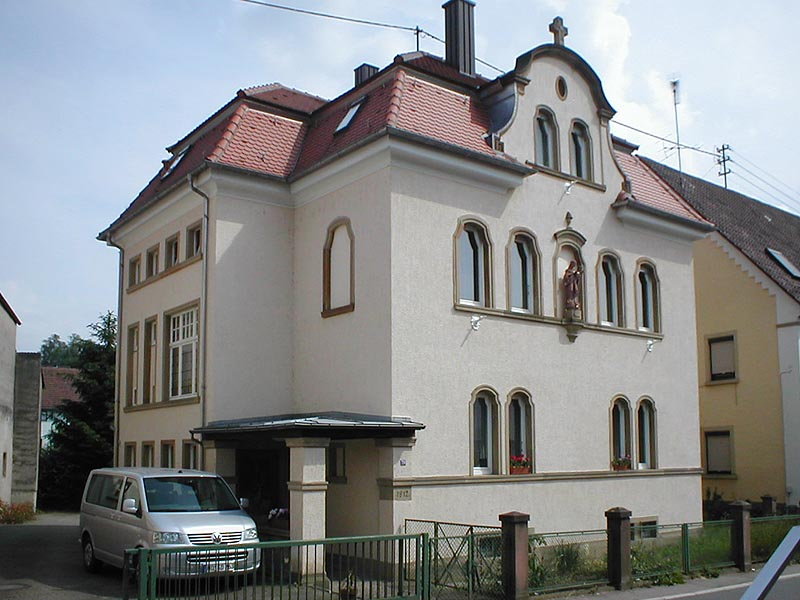
カトリック教会組織事務所

## 引用
1. ↑  Statistisches Landesamt Baden-Württemberg – Bevölkerung nach Nationalität und Geschlecht am 31. Dezember 2023 (CSV-Datei)